# Albertfalva megállóhely
Az Albertfalva megállóhely (2010-ig Budafok-Albertfalva) egy budapesti vasúti megállóhely, melyet a Magyar Államvasutak Zrt. (MÁV) üzemeltet a 30a vasútvonalon. A vasútvonal felújítása előtt négyvágányos állomásként működött.

## Elnevezései
Az állomás az 1914-es menetrendben Budafok délivasút néven szerepelt. Később Promontor és Albertfalva-Budafok neveken is feltűnt, a 2010/11-es menetrendváltásig pedig Budafok-Albertfalva vasútállomás néven üzemelt, ekkor kapta az Albertfalva vasútállomás nevet. A 2012-es átépítés és kétvágányúsítás után a megnövelt pályakapacitás miatt nem volt már szükség itt vonattalálkozások lebonyolítására alkalmas állomásra, ezért megálló-rakodóhellyé minősítették vissza.

## Vasútvonalak
Az állomást az alábbi vasútvonalak érintik:
- Budapest–Murakeresztúr-vasútvonal

## Kapcsolódó állomások
A vasútállomáshoz az alábbi állomások vannak a legközelebb:
- Budapest-Kelenföld vasútállomás
- Budafok megállóhely

## Megközelítés budapesti tömegközlekedéssel
- Busz:  7, 58, 114, 213, 214
- Villamos:  17, 41, 47, 48, 56
- Éjszakai busz:  973, 973A

## Forgalom
| Járat                  | Útvonal | Gyakoriság                 |
| ---------------------- | --- | -------------------------- |
| S30                    | Budapest-Déli – Budapest-Kelenföld – Albertfalva – Budafok – Kastélypark – Tétényliget – Érd alsó – Tárnok – Martonvásár – Baracska – Pettend – Kápolnásnyék – Velence – Velencefürdő – Gárdony – Agárd – Dinnyés – Székesfehérvár (– nyáron 1 darab Fonyódig) | Napi 4-5 pár               |
| S34                    | Budapest-Déli – Budapest-Kelenföld – Albertfalva – Budafok – Kastélypark – Tétényliget – Érd alsó – Tárnok – Martonvásár – Baracska – Pettend – Kápolnásnyék – Velence – Velencefürdő – Gárdony – Agárd – Dinnyés – Székesfehérvár – Maroshegy – Lepsény – Balatonaliga – Balatonvilágos – Szabadisóstó – Szabadifürdő – Siófok – Balatonszéplak felső – Balatonszéplak alsó – Zamárdi felső – Zamárdi – Szántód – Balatonföldvár – Balatonszárszó – Balatonszemes – Balatonlelle felső – Balatonlelle – Balatonboglár – Fonyódliget – Fonyód – Bélatelep – Alsóbélatelep – Balatonfenyves – Balatonfenyves alsó – Máriahullámtelep – Máriaszőlőtelep – Balatonmáriafürdő – Balatonberény – Balatonszentgyörgy – Keszthely                                                                                     | Nyáron napi 2 pár          |
| S35                    | Budapest-Déli – Budapest-Kelenföld – Budafok → (Nagykanizsa felé: Budatétény → Barosstelep → Érdliget → Érd felső → Tárnok → Martonvásár → Baracska → Pettend → Kápolnásnyék; Budapest felé: ← Érd alsó) – Velence – Velencefürdő – Gárdony – Agárd (→ Dinnyés) – Székesfehérvár – Maroshegy – Lepsény – Balatonaliga – Balatonvilágos – Szabadisóstó – Szabadifürdő – Siófok – Balatonszéplak felső – Balatonszéplak alsó – Zamárdi felső – Zamárdi – Szántód – Balatonföldvár – Balatonszárszó – Balatonszemes – Balatonlelle felső – Balatonlelle – Balatonboglár – Fonyódliget – Fonyód – Bélatelep – Alsóbélatelep – Balatonfenyves – Balatonfenyves alsó – Máriahullámtelep – Máriaszőlőtelep – Balatonmáriafürdő – Balatonberény – Balatonszentgyörgy – Vörs – Zalakomár – Zalaszentjakab – Nagykanizsa | Nyáron napi 1 pár          |
| S36                    | Kőbánya-Kispest – Ferencváros – Budapest-Kelenföld – Albertfalva – Budafok – Kastélypark – Tétényliget – Érd alsó – Tárnok (– Martonvásár) | Óránként                   |
| személyvonat           | Budapest-Déli – Budapest-Kelenföld (→ Albertfalva → Budafok → Kastélypark → Tétényliget) – Érd alsó – Tárnok – Martonvásár (→ Baracska → Pettend → Kápolnásnyék → Velence → Velencefürdő → Gárdony → Agárd → Dinnyés) – Székesfehérvár – Maroshegy – Szabadbattyán – Kiscséripuszta – Polgárdi-Tekerespuszta – Lepsény – Balatonaliga – Balatonvilágos – Szabadisóstó – Szabadifürdő – Siófok | Munkanapokon 1 Siófok felé |
| Déli<-parti InterRégió | (Balatonszentgyörgy → Balatonberény → Balatonmáriafürdő → Máriaszőlőtelep → Máriahullámtelep → Balatonfenyves alsó → Balatonfenyves → Alsóbélatelep → Bélatelep → Fonyód → Fonyódliget → Balatonboglár → Balatonlelle → Balatonlelle felső → Balatonszemes → Balatonszárszó → Balatonföldvár → Szántód → Zamárdi → Zamárdi felső → Balatonszéplak alsó → Balatonszéplak felső →) Siófok → Szabadifürdő → Szabadisóstó → Balatonvilágos → Balatonaliga → Lepsény → Maroshegy → Székesfehérvár → Dinnyés → Agárd → Gárdony → Velencefürdő → Velence → Kápolnásnyék → Pettend → Baracska → Martonvásár → Tárnok → Érd alsó → Tétényliget → Kastélypark → Budafok → Albertfalva → Budapest-Kelenföld → Budapest-Déli                                                                                               | Napi 1 Budapest felé       |